# 下鶉站

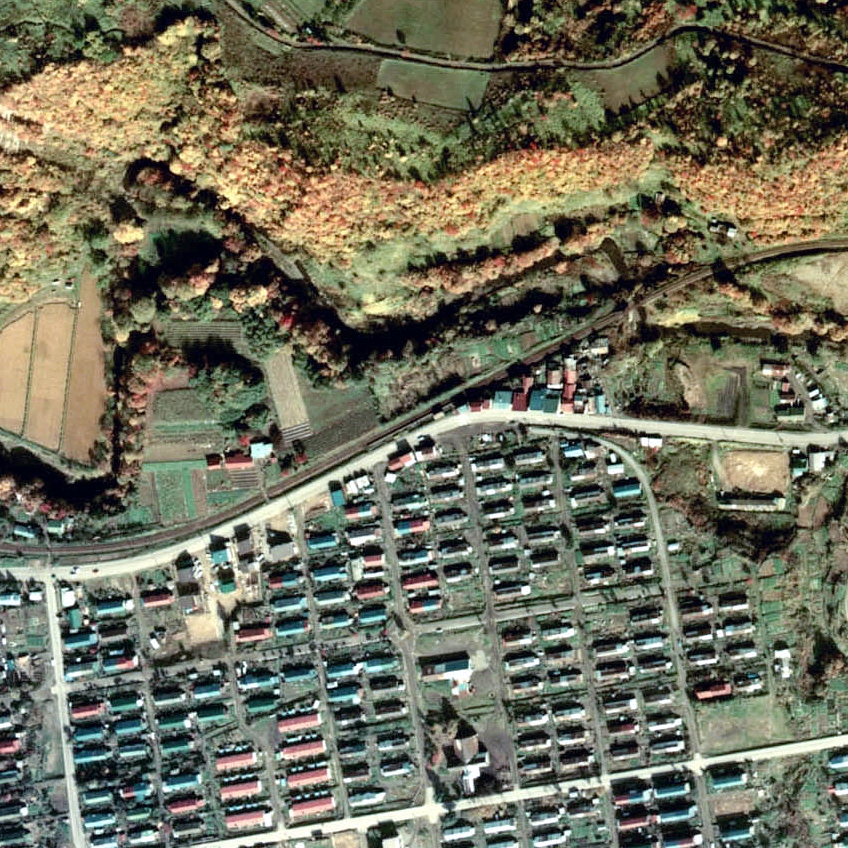
1976年的下鶉站與方圓500米範圍。左邊是砂川方向。

下鶉站（日语：／ Shimo-Uzura eki */?）是位於北海道空知郡上砂川町字鶉，北海道旅客鐵道（JR北海道）的函館本線上砂川支線車站（廢站）。隨著上砂川支線全線廢線，車站在1994年（平成6年）5月16日廢除。

## 歷史
隨著引入柴油列車，上砂川町和三井礦山各負擔部分建設費用，興建了此站。
- 1959年（昭和34年）12月18日：國有鐵道函館本線（上砂川支線）的下鶉站啟用[1]。當時為旅客車站[1]。
- 1962年（昭和37年）4月1日：成為業務委託車站。
- 1984年（昭和59年）4月1日：成為無人車站[3]。
- 1987年（昭和62年）4月1日 - 伴隨國鐵分割民營化，車站由北海道旅客鐵道（JR北海道）營運[1]。
- 1994年（平成6年）5月16日 - 上砂川支線全線廢除，此站也廢除[1]。

### 站名的由來
車站名稱取自所在地名，並附以「下」字。

## 車站構造
截至車站廢除前，此站是地面車站，設有1面1線的單式月台。月台位於路軌南邊（上砂川方向的列車會開啟右邊車門）。
此站是無人車站。在有人車站時代還有車站大樓。大樓位於站內西邊，路軌較高處，因此前往月台處設有樓梯。月台上設有候車室。

## 使用狀況
- 在1981年度（昭和56年度），1日平均上下車人次為30人[4]。
- 在1992年度（平成4年度），1日平均上下車人次為14人[5]。

## 車站周邊
車站位於被山圍繞的村落內。
- 北海道道115號蘆別砂川線（日语：北海道道115号芦別砂川線）
- 北海道中央巴士（日语：北海道中央バス）「下鶉」巴士站

## 現況
截至1997年（平成9年），車站遺址已經沒有痕蹟，截至2010年（平成22年）也是同樣。
此外，截至1997年（平成9年），車站遺址靠近砂川一方的「第一歌志內川橋梁」，靠近上砂川一方的「第二歌志內川橋梁」均存在，兩座都是板樑橋。截至2010年（平成22年），只剩下「第二歌志內川橋梁」。

## 相鄰車站
北海道旅客鐵道
函館本線（上砂川支線）
砂川－下鶉－鶉

## 注腳
1. 1 2 3 4 5 6  石野哲（編）. . JTB. 1998: 826. ISBN 978-4-533-02980-6 （日语）.
2. ↑  上砂川町史 昭和63年3月發行。
3. 1 2  . 鐵道公報 (日本國有鐵道總裁室文書課). 1984-03-31: 4 （日语）.
4. 1 2 3  書籍《国鉄全線各駅停車1 北海道690駅》（小學館，1983年7月發行）48頁。
5. 1 2  書籍《JR・私鉄全線各駅停車1 北海道630駅》（小學館，1993年6月發行）59頁。
6. 1 2  書籍《鉄道廃線跡を歩くIV》（JTB出版，1997年12月發行）42-43頁。
7. 1 2  書籍《新 鉄道廃線跡を歩く1 北海道・北東北編》（JTB出版，2010年4月發行）119頁。